# Pasi (Lhoong)
Pasi is een bestuurslaag in het regentschap Aceh Besar van de provincie Atjeh, Indonesië. Pasi telt 296 inwoners (volkstelling 2010).